# روبن الكسندر
روبن الكسندر (بالألمانية: Robin Alexander)‏ هو مترجم ومؤلف وكاتب وصحفي ألماني، ولد في 13 مايو 1975 في إسن في ألمانيا.

## وصلات خارجية
- الموقع الرسمي
- روبن الكسندر على موقع IMDb (الإنجليزية)
- روبن الكسندر على موقع قاعدة بيانات الفيلم (الإنجليزية)